# Малый Кызылагадж
Малый Кызылагадж (Кичик-Кызылагадж; азерб. Kiçik Qızılağac körfəzi) — залив, расположенный на юго-западном берегу Каспийского моря, у побережья Азербайджана.
В настоящее время залив представляет собой замкнутый водоём.
Залив также называют «Бала Дениз».

## Описание
Малый Кызылагадж отделён от Кызылагаджского залива и Каспийского моря островом Сара, только южная часть залива связана с морем. На севере ограничен территорией пересохшего Хуршуд-чала (Сальянская степь), на западе — Муганской степью.
Малый Кызылагадж получает незначительный приток воды из рек Кумбаши и Виляшчай. В связи с колебаниями уровня воды в Каспийском море, размеры Малого Кызылагаджа периодически уменьшаются и увеличиваются.
После строительства в 1955 году насыпной дамбы между городом Порт-Ильич (ныне Лиман) и островом Сара, залив превратился в замкнутый водоём. Связь с морем была сохранена за счёт строительства 3 каналов.
В заливе разводится рыба. Северо-восточная часть залива входит Кызылагаджский заповедник.